# فرنسيس بواتينغ
فرنسيس بواتينغ (بالإنجليزية: Augustine Boateng)‏ هو لاعب كرة قدم غاني، ولد في 11 مارس 2000.